# Сулеюв (гміна)
Гміна Сулеюв (пол. Gmina Sulejów) — місько-сільська гміна у центральній Польщі. Належить до Пйотрковського повіту Лодзинського воєводства.
Станом на 31 грудня 2011 у гміні проживало 16242 особи.

## Площа
Згідно з даними за 2007 рік площа гміни становила 189.45 км², у тому числі:
- орні землі: 48.00%
- ліси: 41.00%

Таким чином, площа гміни становить 13.26% площі повіту.

## Населення
Станом на 31 грудня 2011:
| Опис     | Загалом | Загалом | Чоловіки | Чоловіки | Жінки | Жінки |
| -------- | ------- | ------- | -------- | -------- | ----- | ----- |
| одиниця  | осіб    | %       | осіб     | %        | осіб  | %     |
| все      | 16242   | 100     | 8074     | 49.71    | 8168  | 50.29 |
| міське   | 6453    | 100     | 3185     | 49.36    | 3268  | 50.64 |
| сільське | 9789    | 100     | 4889     | 49.94    | 4900  | 50.06 |

## Сусідні гміни
Гміна Сулеюв межує з такими гмінами: Александрув, Вольбуж, Мнішкув, Ренчно, Розпша.